# Золотоворітський проїзд
Золотоворі́тський проїзд — вулиця в Шевченківському районі міста Києва, поблизу Старий Київ. Пролягає від Володимирської вулиці до вулиці Лисенка.

## Історія
Золотоворітський проїзд виник у 30–50-і роки XIX століття під такою ж назвою, від Золотих воріт, поряд з якими проходить. Назву офіційно затверджено 1944 року.